# Caudron C.480 Frégate
Caudron C.480 Frégate là một loại máy bay thông dụng 3 chỗ, do Maurice Devlieger thiết kế và do Société des avions Caudron chế tạo.

## Quốc gia sử dụng
Pháp
- Không quân Pháp

## Tính năng kỹ chiến thuật
Dữ liệu lấy từ 
Đặc tính tổng quan
- Kíp lái: 1
- Sức chứa: 2
- Chiều dài: 8,18 m (26 ft 10 in)
- Sải cánh: 11,90 m (39 ft 1 in)
- Chiều cao: 2,12 m (6 ft 11 in)
- Diện tích cánh: 20,00 m2 (215,3 foot vuông)
- Trọng lượng rỗng: 600 kg (1.323 lb) equipped
- Trọng lượng cất cánh tối đa: 1.050 kg (2.315 lb)
- Động cơ: 1 × Renault 4Pei , 100 kW (140 hp)

Hiệu suất bay
- Vận tốc cực đại: 210 km/h (130 mph; 113 kn)
- Vận tốc hành trình: 185 km/h (115 mph; 100 kn)
- Tầm bay: 850 km (528 mi; 459 nmi)
- Trần bay: 4.500 m (14.764 ft)